# Oliver Dowden

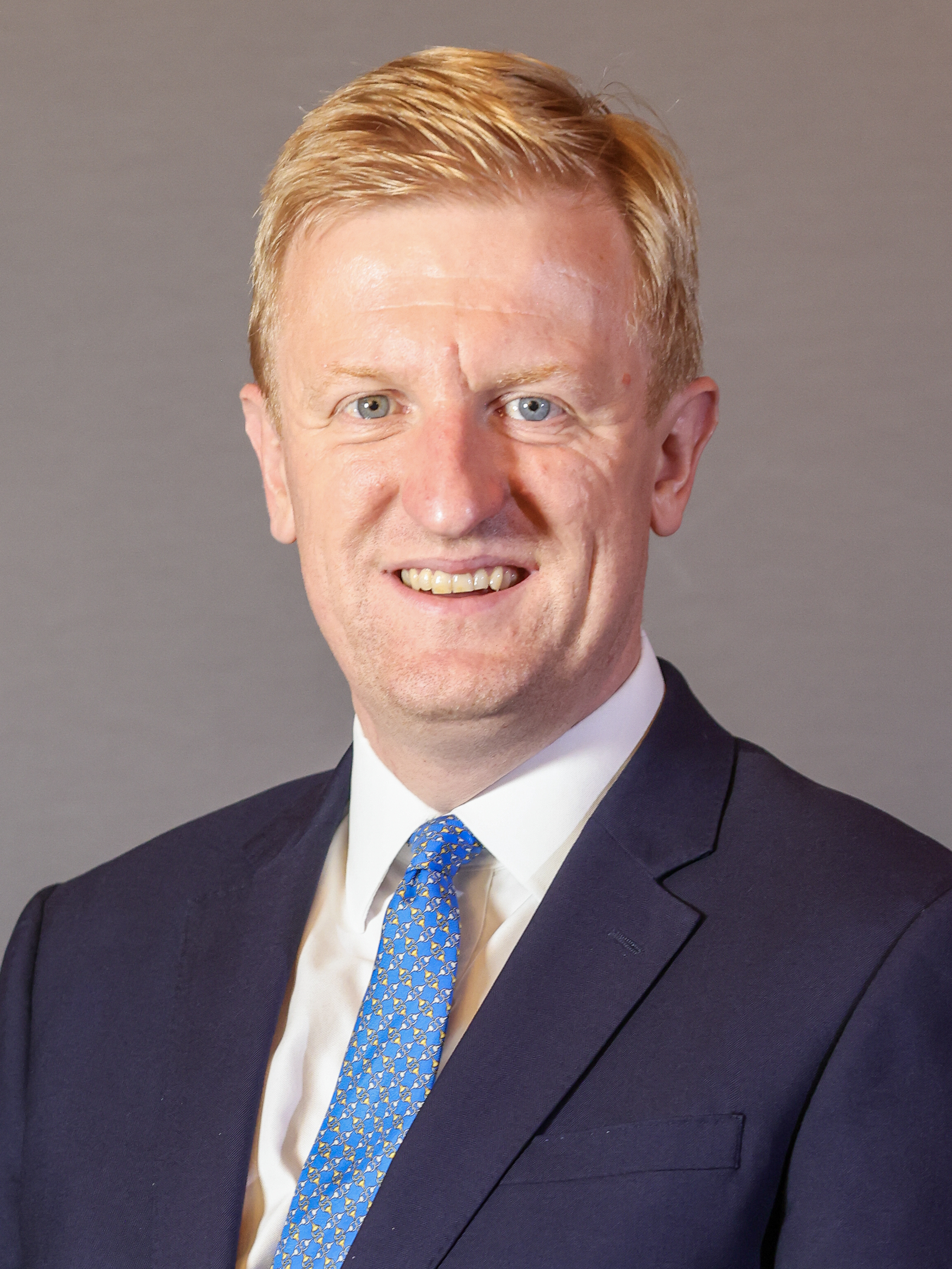
Oliver Dowden, 2022

Oliver James Dowden CBE (1 augustus, 1978) is een Brits politicus voor de Conservative Party. Hij is sinds 2015 lid van het Lagerhuis voor het kiesdistrict Hertsmere in Hertforshire. Hij bekleedde verschillende posten in de twee kabinetten van Boris Johnson en het kabinet van Rishi Sunak. Van april 2023 tot juli 2024 was hij vicepremier van het Verenigd Koninkrijk; daarnaast was hij minister in het Cabinet Office en kanselier van het hertogdom Lancaster.

## Biografie
Dowden groeide op in Bricket Wood, Hertfordshire. Anders dan veel andere prominente leden van de Conservative Party ging hij naar een openbare scholengemeenschap. Vervolgens studeerde hij rechten aan Trinity Hall, Cambridge.
Dowden werkte van 2007 tot 2009 bij het PR-bedrijf Hill & Knowlton. Daarna trad hij in dienst bij de Conservative Party. Hij werkte als speciaal adviseur en plaatsvervangend stafchef van partijleider en latere premier David Cameron. Dowden werd beschouwd als expert in de aanvallende vorm van politieke communicatie.
Dowden werd tijdens de Lagerhuisverkiezing van 2015 verkozen tot parlementslid voor Hertsmere (Hertfordshire). Voorafgaand aan het referendum over het Britse lidmaatschap van de EU in 2016 was hij tegen Brexit. Hij heeft de uitkomst van het referendum (uittreding uit de EU) daarna gesteund. 
Ten tijde van de kabinetten Johnson-I en Johnson-II was hij van 2019 tot 2020 minister van Kabinetzaken en Paymaster General (thesaurier generaal - een ministerspost zonder portefeuille met wisselende taken). Van 2020 tot 2021 was hij minister van Digitale zaken, cultuur, media en sport. Als minister van Cultuur kreeg Dowden te maken met het nationale debat over het zogenaamde "cancellen" van controversiële historische figuren. Hij pleitte ervoor dat musea erfgoed over omstreden personen moesten blijven tonen, maar de context goed moesten uitleggen. Als minister verantwoordelijk voor de nationale collecties van het Verenigd Koninkrijk verzette Dowden zich tegen de teruggave van historische artefacten die tijdens de koloniale periode naar Groot-Brittannië waren gebracht, met name de collectie bronzen beelden uit Benin. 
In 2023 kwam in de Britse media aan het licht dat Dowden als minister van Cultuur tijdens de coronapandemie een geheime regeringseenheid had geleid om verzet tegen de lockdown en desinformatie over COVID-19 tegen te gaan. 
Bij een kabinetsherschikking in 2021 werd hij benoemd tot medevoorzitter van de Conservatieve Partij. In juni 2022 legde hij deze functie neer omdat hij vond dat hij verantwoordelijkheid moest nemen voor de Conservatieve nederlagen bij twee tussentijdse verkiezingen voor Lagerhuiszetels. 
Hij steunde Rishi Sunak bij de strijd om het leiderschap van de Conservative Party toen Boris Johnson in juni 2022 zijn aftreden aangekondigde. Onder Johnson's opvolger Liz Truss maakte Dowden geen deel uit van het kabinet en was hij korte tijd backbencher.  Na het snelle aftreden van Truss steunde hij Sunak weer in de leiderschapscampagne. In oktober 2022 werd hij in het kabinet-Sunak kanselier van het hertogdom Lancaster. In februari 2023 kreeg hij de nieuwe functie 'Minister in het kabinet'. Na het aftreden van Dominic Raab werd hij in april 2023 vicepremier. 
Na de Lagerhuisverkiezingen van 4 juli 2024 was hij enkele maanden lid van het schaduwkabinet van Rishi Sunak. Hij zag af van een post in het schaduwkabinet van Kemi Badenoch, Sunaks opvolger als partijleider.